# 변조

변조(變調)는 정보를 저장, 전송하기 위해 전기적 신호로 변환하는 것을 말한다. 보다 정확히는 원하는 정보에 따라 반송파(carrier) 신호의 진폭, 주파수, 위상 정보를 변경하여 변조된 신호를 얻는다. 신호를 전송하기 전에 변조하는 것은 여러 가지 이유가 있다. 그 중에는 하나의 전송 매체를 여러 사용자가 공유하도록 하는 것과 (다중 접속), 신호의 특성을 전송 매체의 물리적인 특성에 맞추기 위해서이다. 변조를 수행하는 장치를 변조기(modulator)라고 하며 이 반대의 과정을 수행하는 장치를 복조기(demodulator)라고 한다. 변조기와 복조기의 기능을 둘 다 수행하는 장치는 모뎀(MODEM)이라고 한다.
변조는 일반적으로 신호의 전송에 따른 문제점을 극복하여 다음과 같은 특성을 가지도록 한다:
- 전자기파의 손쉬운 전달 (저손실, 저분산)
- 다중화 - 여러 데이터 신호를 각각 다른 반송파 주파수에 실어 하나의 주파수 대역을 통해 전송
- 더 작고 지향적인 안테나의 사용

## 아날로그 변조
- 진폭 변조 (AM - Amplitude Modulation)
- 주파수 변조 (FM - Frequency Modulation)
- 위상 변조 (PM - Phase Modulation)

## 디지털 변조
- 진폭 편이 변조 (ASK - Amplitude-shift keying)
- 주파수 편이 변조 (FSK - Frequency-shift keying)
- 위상 편이 변조 (PSK - Phase-shift keying)
- 직교 진폭 변조 (QAM - Quadrature amplitude modulation)
- 연속 위상 변조 (CPM - Continuous phase modulation)
- 격자 부호 변조 (TCM - Trellis coded modulation)

## 펄스 변조 방식
- 펄스 부호 변조 (PCM - Pulse-code modulation)
- 펄스 폭 변조 (PWM - Pulse-width modulation)
- 펄스 진폭 변조 (PAM - Pulse-amplitude modulation)
- 펄스 위치 변조 (PPM - Pulse-position modulation)
- 펄스 밀도 변조 (PDM - Pulse-density modulation)

## 같이 보기
- 전방 오류 정정